# Dinastija Ming
Dinastija Ming je bila kitajska vladarska dinastija med letoma 1368 in 1644. Bila je zadnja etnično hanska kitajska dinastija, ki je nasledila mongolsko dinastijo Juan, oblast pa je predala mandžurski dinastiji Čing. Država dinastije Ming (kitajsko: 明朝; pinyin: míng cháo) se je imenovala tudi Veliki imperij Mingov (大明帝国). Čeprav je Peking, glavno mesto Mingov, leta 1644 padel, so ostanki mingovskega prestola in moči, zdaj znani kot Južni Ming, preživeli do leta 1662.
Ta dinastija se je začela kot čas kulturnega razcveta, s kitajskimi trgovci, ki so raziskali ves Indijski ocean in z vzponom kitajske umetnosti, še posebno proizvodnje porcelana, v neslutene višave. Kitajci se začetkov dinastije spominjajo kot čas miru in blaginje. »Ming« sicer pomeni svetel. 
Pod vladavino Mingov je bila med drugim zgrajena ogromna vojna mornarica in vojska, s štirijambornimi ladjami z nosilnostjo 1500 ton in pehoto z milijonom vojakov. Vsako leto so v severni Kitajski pridobili preko 100.000 ton železa, v tistem času pa so številne knjige tiskali s tiskarskimi stroji. Zgodnja mingovska Kitajska je bila v svojem obdobju najnaprednejša država na Zemlji. Ljudstvo je med njeno naslednico, dinastijo Čing, močno nasprotovalo vladavini »tujcev« in obnova dinastije Ming je služila za mobilizacijo ljudstva vse do sodobne dobe.

## Zgodovina

### Ustanovitev

#### Upor in rivalstvo upornikov
Pred ustanovitvijo dinastije Ming je od leta 1271 do 1368 vladala mongolska dinastija Juan. Razlage za propad Juanov vključujejo institucionalizirano etnično diskriminacijo ljudstva Han, ki je sprožila zamere in odpor, previsoko obdavčenje območij, ki jih je močno prizadela inflacija, in velike poplave Rumene reke kot posledico opustitve vzdrževanja namakalnih sistemov. Posledično sta bila kmetijstvo in gospodarstvo v razsulu, med več sto tisoč kmeti, pozvanimi k popravljanju nasipov na Rumeni reki, pa  je izbruhnil upor. Uprle so se številne skupine Hanov, vključno z Rdečimi turbani leta 1351. Rdeči turbani so bili povezani z budistično tajno združbo Beli lotos.  
Džu Juandžang je bil obubožan kmet in budistični menih, ki se je Rdečim turbanom pridružil leta 1352. Kmalu po poroki s posvojenko uporniškega poveljnika je pridobil velik ugled. Njegove uporniške sile so leta 1356 zavzele mesto Nanking, ki je kasneje postalo prestolnica dinastije Ming. 
Z razpadom dinastije Juan so se konkurenčne uporniške skupine začele boriti za oblast v državi in s tem pravice do ustanovitve nove dinastije. Leta 1363 je Džu Juandžang v bitki na jezeru Pojang, nedvomno največji ladijski bitki v zgodovini, odstranil svojega glavnega nasprotnika in vodjo uporniške frakcije Hanov Čen Jovljanga. Džovova vojska 200.000 mornarjev, znana po ambiciozni uporabi zažigalnih ladij, je uspela premagati več kot trikrat večjo uporniško silo Hanov, ki naj bi štela 650.000 mož. Zmaga je uničila zadnjo nasprotno uporniško frakcijo in Džu Juandžangu omogočila nesporen nadzor nad bogato dolino reke Jangce in utrdila njegovo moč na jugu Kitajske. Potem ko je dinastični vodja Rdečih turbanov leta 1367 umrl v sumljivih okoliščinah, medtem ko je bil Džujev gost, ni bilo več nikogar, ki bi bil sposoben izpodbijati Džujev pohod na prestol. Džu je svoje cesarske ambicije pokazal tako, da je leta 1368 poslal svojo vojsko proti prestolnici Juan Dadu (današnji Peking). Zadnji juanski cesar je pobegnil proti severu v severno prestolnico Šangdu, Džu pa je z zemljo zravnal palače Juana v Daduju in nato razglasil ustanovitev dinastije Ming. Mesto so še isto leto preimenovali v Bejping. Džu Juandžang je po prihodu na oblast privzel vladarsko ime Hongvu, kar pomeni »Veliki bojevnik«.

#### Vladavina cesarja Hongvuja
Hongvu je takoj začel obnavljati državno infrastrukturo. Zgradil je 48 km  dolg zid okoli Nankinga, pa tudi nove palače in vladne dvorane. Zgodovina Minga navaja, da je že leta 1364 začel pripravljati nov konfucijanski zakonik, Da Ming Li, ki je bil dokončan leta 1397 in je vključeval nekatere določbe iz starega zakonika Tanga iz leta 653. Hongvu je organiziral vojaški sistem, znan kot vejsuo, ki je bil podoben sistemu fubing dinastije Tang (618–907). 
Leta 1380 je ukazal usmrtiti kanclerja Hu Vejjonga zaradi suma zarote, ukinil položaj kanclerja in sam prevzel vlogo prvega ministra in cesarja. Zaradi vedno večjih dvomov v zvestobo ministrov in podložnikov je Hongvu ustanovil Džinjivej, mrežo tajne policije, sestavljeno iz njegove dvorne straže. Med njegovo vladavino je bilo v nizu čistk usmrčenih približno 100.000 ljudi. 
Cesar Hongvu je izdal številne odloke, ki so prepovedovali mongolske prakse in razglašali njegovo namero, da Kitajsko očisti barbarskih  vplivov. Hkrati je poskušal uporabiti zapuščino dinastije Juan za legitimiranje svoje oblasti ne samo na Kitajskem, ampak tudi na ozemljih, ki so bila  domeni dinastije Juan. Nadaljeval je s politiko zahtev dinastije Juan po korejskih  priležnicah in evnuhih, obdržal dedne  vojaške ustanove v mongolskem slogu, oblačila in klobuke v mongolskem slogu, spodbujal lokostrelstvo in jahanja in veliko  Mongolov vključil v vojsko Minga. Do poznega 16. stoletja je bil Mongol vsak tretji častnik v kitajski vojski. Veliko vojakov je bilo tudi iz drugih ljudstev, kot so bili Džurčeni. Pogosto se je dopisoval z mongolskimi, japonskimi, korejskimi, džurčenskimi, tibetanskimi in jugozahodnim obmejnim vladarji in jim svetoval, kako naj vodijo vladno in dinastično politiko ter vztrajal, da ga voditelji iz teh regij obiščejo. Na svoje ozemlje je preselil 100.000 Mongolov in jih veliko zaposlil kot stražarje v prestolnici.
Zase je trdil, da ni upornik, in poskušal upravičiti svojo zmago nad drugimi uporniškimi vojskovodjami s trditvijo, da je bil božansko določen, da vzpostavi red z zatiranjem upornikov. Večina kitajskih elit v mongolskem poreklu dinastije Jing ni videla razloga za upor ali zavrnitev. Hongvu je poudarjal, da ozemlja ne osvaja od dinastije Juan, temveč od uporniških vojskovodij. S temi argumenti je poskušal prepričati Juanove lojaliste, da se pridružijo njegovi stvari. Davek, ki ga je Ming prejemal od nekdanjih vazalov Juana, je izrabil kot dokaz, da je Ming prevzel legitimnost Juana.

#### Jugozahodna meja
Vojaki muslimanskih Hujev so se potem, potem ko so odslužili Mingom v kampanjah proti domorodnim ljudstvom, naselili v Čangdeju v Hunanu. Območja na jugozahodu, ki so bila nekoč del kraljestva Dali, je dinastija Ming po uspešnih pohodih vojske Hujev proti Juanu zvestim enotah Mongolov in drugih, leta  1381  priključila k svojemu cesarstvu. Vojaki generala Hujev Mu Jinga, ki je bil imenovan za guvernerja  osvojene province Junan, so bili v prizadevanjih za kolonizacijo jugozahoda naseljeni v Junanu. Do konca 14. stoletja je približno 200.000 vojaških kolonistov naselilo približno 2.000.000 mu (350.000 hektarjev) zemlje v današnjih provincah Junan in Guidžov. V kasnejših obdobjih je prišlo tja še približno pol milijona kitajskih naseljencev. Te migracije so povzročile velik premik v etnični sestavi regije, saj je bila prej več kot polovica prebivalstva ne-Hanov. Zamere nad tako velikimi spremembami prebivalstva ter posledično vladno prisotnostjo in politiko, naklonjeno priseljencem, je sprožila več uporov Miaov in Jaov v letih 1464 do 1466. Upore je zatrla vojska 30.000 Mingovih vojakov, vključno s 1.000 Mongoli, ki so se pridružili 160.000 lokalnim Guangšijem. Učenjak Vang Jangming (1472–1529) je potem, ko je zadušil še en upor v regiji, začel zagovarjati centralno in enotno politiko do kitajskih in avtohtonih etničnih skupin, se pravi sinizacijo lokalnih ljudstev.

#### Pohod na severovzhod
Po strmoglavljenju mongolske dinastije Juan in prihodu dinastije Ming leta 1368 je Mandžurija ostala pod nadzorom Mongolov. Vladala ji je dinastija Severni Juan s sedežem v Mongoliji. Nadoblast nad mandžurskimi plemeni je sčasoma pridobil Nagaču, nekdanji uradnik dinastije Juan in general Urjanhajev dinastije Severni Juan. General je hitro okrepil svojo oblast in organiziral  vojsko, ki je imela več sto tisoč vojakov in bi lahko ogrozila na novo ustanovljeno dinastijo Ming in ponovno vzpostavila oblast Mongolov na Kitajskem. Ming se je odločil, da ne bo čakal na napad Mongolov. Leta 1387 jih je napadel in premagal in prisilil Nagačuja, da se je predal. Ming je Mandžurijo priključil k svojemu cesarstvu.
Zgodnji dvor Minga ni niti mogel niti si prizadeval pridobiti oblast, ki so jo Džurčenom v Mandžuriji vsilili Mongoli. Namesto tega je ustvaril odnose,  ki so na koncu postali zgled  za odnose z vsemi ljudstvi ob severovzhodni meji. Do konca vladavine Hongvuja so se oblikovali bistveni elementi politike do Džurčenov. Večina prebivalcev Mandžurije, razen Divjih Džurčenov, je živela v sožitju s Kitajsko. Leta 1409 je dinastija Ming pod cesarjem Jonglejem na bregovih rek Amur in Išiha ustanovila Regionalno nurgansko vojaško komisijo in poslal evhuha Haišija na pohod do ustja Amurja, da bi pomiril Divje Džurčene. Po smrti cesarja Jongleja je bila Regionalna nurganska vojaška komisija leta 1435 ukinjena in dvor Minga je tam prenehal delovati, čeprav so v Mandžuriji še naprej obstajale straže. Dinastija Ming je v času svojega obstoja v Mandžuriji ustanovila skupaj 384 straž (vej) in 24 bataljonov (suo). Uradi v Mandžuriji so bili verjetno le nominalni in niso nujno pomenili politične oblasti. Politična prisotnost Minga v Mandžuriji se je do njegovega poznega obdobja znatno zmanjšala.

#### Odnosi s Tibetom
Mingši, uradna zgodovina dinastije Ming, sestavljena v dinastiji Čing okoli leta 1739, navaja, da je dinastija Ming ustanovila potujoča poveljstva, ki so nadzirala tibetansko administracijo, obenem pa obnovila nazive uradnikov nekdanje dinastije Juan iz Tibeta in znova podelila knežje nazive voditeljem tibetanskih budističnih sekt. V nasprotju s tem Turrell V. Wylie trdi, da je bil Mingši predmet stroge cenzure v korist prestiža in ugleda cesarjev Minga in zamegljuje zapleteno zgodovino kitajsko-tibetanskih odnosov v obdobju dinastije Ming.
Sodobni učenjaki še vedno razpravljajo o tem, ali je imela dinastija Ming suverenost nad Tibetom ali ne. Nekateri verjamejo, da je bila ohlapna kitajska suverenost v veliki meri prekinjena, ko je cesar Džjandžing (vladal 1521-1567) na svojem dvoru preganjal budizem v korist daoizma. Drugi poznavalci trdijo, da so verski odnosi med kitajskim dvorom in tibetanskimi lamami premalo preučeni za zanesljive zaključke. Tretji opažajo, da je dinastija Ming zelo potrebovala srednjeazijske konje in ohranjanje trgovanja s čajem v zameno za konje.
Ming je v 14. stoletju občasno napadal Tibet, čemur so se Tibetanci uspešno upirali. Več znanstvenikov poudarja, da dinastija Ming v nasprotju s predhodnimi Mongoli ni imela stalne vojske v Tibetu. Cesar Vanli (vladal 1572–1620) je po sklenitvi mongolsko-tibetanskega zavezništvu leta 1578 poskušal ponovno vzpostaviti kitajsko-tibetanske odnose, kar je vplivalo tudi na zunanjo politiko kasnejše mandžurske dinastije Čing (1644–1912). Mongoli so se vse do poznega 16. stoletja izkazovali za uspešne oborožene zaščitnike dalajlame sekte rumenih klobukov. Vse večja prisotnost Mongolov v pokrajini Amdo je dosegla vrhunec z Guši Kanovo osvojitvijo Tibeta leta 1642 in ustanovitvijo Hošutskega kanata.

### Vladavina cesarja Jongleja

#### Vzpon na oblast
Cesar Hongvu je za svojega naslednika določil svojega vnuka Džu Junvena, ki je po Hongvujevi smrti leta 1398 zavladal kot cesar Džjanven (vladal 1398–1402). Najmočnejši Hongvujev sin,  Džu Di, takrat še vojaško močan, se s tem ni strinjal in kmalu je izbruhnil politični obračun med njim in njegovim nečakom Džjanvenom. Potem ko je Džjanven aretiral številne Džu Dijeve sodelavce, se je Džu Di uprl in sprožil triletno državljansko vojno. Džu Di je pod pretvezo, da bo rešil mladega Džjanvena pred pokvarjenimi uradniki, osebno vodil vojsko upornikov. Vojska je do tal požgala cesarsko palačo v Nankingu, skupaj s Džjanvenom, njegovo ženo, materjo in dvorjani. Džu Di je zasedel prestol kot cesar Jongle (vladal 1402–1424). Zgodovinarji na njegovo vladavino na splošno gledajo kot na "drugo ustanovitev" dinastije Ming, saj je na glavo obrnil politiko svojega očeta.

#### Nova prestolnica in misije v tujino
Jongle je leta 1403 napovedal, da bo nova prestolnica Kitajske v njegovi bazi moči v Pekingu in Nanking degradiral v drugotno prestolnico cesarstva. Gradnja nove prestolnice je trajala od leta 1407 do 1420 in je dnevno zaposlovala več sto tisoč delavcev. V središču mesta je bilo zgrajeno Prepovedano mesto, veličastna rezidenca cesarja in njegove družine in politično središče cesarstva. Do leta 1553 je bilo na jugu zgrajeno še Zunanje mesto in velikost Pekinga se je povečala na površino 6,5 krat 7 kilometrov.
V začetku leta 1405 je cesar Jongle zaupal svojemu priljubljenemu poveljniku, evnuhu Dženg Heju, velikansko floto novih ladij, namenjeno mednarodnim misijam. Med kraljestvi, ki jih je obiskal, je bilo tudi kraljestvo Kočin v Indiji, ki ga je cesar razglasil za svoj protektorat. Kitajci so pošiljali svoje diplomatske misije po kopnem že od dinastije Han (202 pr. n. št. – 220 n. št.) in se zasebno ukvarjali s čezmorsko trgovino, vendar so bile te misije po veličini in obsegu neprimerljive z Dženg Hejevo. Ladjedelnice v Nankingu so med letoma 1403 in 1419 zgradile dva tisoč plovil, vključno z zakladnimi ladjami, dolgimi 112 do 134 m in širokimi 45 do 54 m.
Jongle je za širjenje kitajske kulture uporabljal tisk z lesorezi in vojsko za širjenje meja cesarstva. Leta 1406 je okupiral Vietnam, a se je moral zaradi dolgotrajne gverilske vojne leta 1427 umakniti. Vojno je vodil Le Loj, ustanovitelj vietnamske dinastije Le.

#### Tumujska kriza in Cao Činov upor
Vodja Ojratov Esen Tajisi je julija 1449 sprožil invazijo na Kitajsko. Glavni evnuh Vang Džen je spodbudil cesarja Džengtonga (vladal 1435–1449), naj sam prevzame poveljstvo vojske in napade Ojrate. Cesar je zapustil prestolnico in oblast začasno predal svojemu polbratu Džu Čjuju. Esen Tajisi je 8. septembra porazil Džengtongovo vojsko in cesarja ujel. Dogodek je znan kot Tumujska kriza. Ojrati so za cesarja zahtevali odkupnino, vendar jim je načrt spodletel, ko je na prestol prišel  cesarjev mlajši brat in zavladal kot cesar Džingtaj (vladal 1449–1457). Poveljstvo vojske Minga je prevzel zaupnik cesarja Džingtaja, obrambni minister Ju Čjan, ki je odbil invazijo Ojratov. Ujeti cesar Džentong je postal neuporaben žeton v pogajanjih z dinastijo Ming, zato so ga osvobodili. Bivši cesar je bil v hišnem priporu do državnega udara proti cesarju Džingtaju leta 1457, potem pa je ponovno zasedel prestol pod novim imenom Tjanšun (vladal 1457–1464). 
Tjanšunova vladavina se je izkazal za težavno, ker so mongolske sile znotraj vojske Minga še naprej povzročale težave. 7. avgusta 1461 so kitajski general Cao Čin in njegove čete mongolskega porekla izvedle državni udar proti cesarju Tjanšunu zaradi strahu, da bodo naslednji na njegovem seznamu čistk tistih, ki so mu pomagali v državnem udaru leta 1457. Caovi uporniki so uspele zažgati zahodna in vzhodna vrata cesarskega mesta, ki jih je kasneje med bitko pogasil dež, in ubile več vodilnih ministrov, preden so bile njegove sile končno stisnjene v kot.  Cao Čin  je bil prisiljen narediti samomor.
Cesar Jongle je sprožil pet velikih ofenziv  proti Mongolom in Ojratom severno od Velikega zidu. Nenehna grožnja vdora  Ojratov je  oblasti Minga spodbudila, da so od poznega 15. stoletja do 16. stoletja utrjevali Veliki zid. Delo se je izkazalo za jalovo, je pa kazalo na kitajsko vojaško miselnost.  Veliki zid ni bil mišljen kot zgolj obrambna utrdba. Njegovi stolpi so delovali bolj kot vrsta svetilnikov in signalnih postaj, ki so omogočale hitro opozarjanje na napredovanje sovražne vojske.

### Upadanje

#### Vladavina cesarja Vanlija
Dinastija Ming se je soočala s številnimi težavami, finančnimi in drugimi, ki so se začele med vladavino cesarja Vanlija (vladal 1572–1620). Vanli se je na začetku svoje vladavine obdal s sposobnimi svetovalci in se vestno trudil voditi državne zadeve. Njegov veliki tajnik Džang Džudženg  je zgradil učinkovito mrežo zavezništev z višjimi uradniki, vendar za njim ni bilo nikogar, ki bi bil dovolj usposobljen, da bi ohranil stabilnost teh zavezništev. Uradniki so se kmalu začeli združevati v nasprotujoče si politične frakcije. Vanli se je sčasoma  naveličal dvornih afer in pogostih političnih prepirov med svojimi ministri, zato je raje ostal za obzidjem Prepovedanega mesta, odmaknjen od svojih uradnikov. Posredniki med odmaknjenim cesarjem in njegovimi uradniki so postali evnuhi, učeni uradniki pa so  v upravi izgubili svoj pomen. Vsak uradnik, ki se je želel pogovoriti s cesarjem o državnih zadevah, je moral pred tem prepričati in podkupiti evnuhe. Med vladavino cesarja Vanlija je bilo več vojaških pohodov, med njimi pohod proti vstajnikom v Ordosu, uporu poglavarstva Bodžov na jugozahodu Kitajske in Koreji.

#### Vloga evnuhov
Cesar Hongvu je evnuhom prepovedal, da bi se naučili brati ali se ukvarjati s politiko. Ne glede na to, so evnuhi med vladavino cesarja Jongleja (vladal 1402–1424) in kasneje upravljali ogromne cesarske delavnice, poveljevali vojskam in sodelovali pri imenovanju in napredovanju uradnikov. Jongle je 75 evnuhov zadolžil za zunanjo politiko in jih pogosto pošiljal v vazalne države, vključno z Anamom, Mongolijo, Otočjem Rjukju in Tibetom ter manj pogosto v bolj oddaljene kraje, kot sta Japonska in Nepal. V poznejšem 15. stoletju so odposlanci evnuhi na splošno potovali le v Korejo.
Evnuhi so razvili lastno birokracijo, organizirano vzporedno in neodvisno od birokracije javnih uslužbencev. V zgodovini Minga je bilo več diktatorskih evnuhov, med njimi Vang Džen, Vang Dži in Liu Džin, vendar je pretirana moč tiranskih evnuhov postala očitna šele v 1590. letih, ko je cesar Vanli povečal njihove pravice v primerjavi s civilno birokracijo in jih pooblastil za pobiranje deželni davkov.
Evnuh Vej Džongšjan (1568–1627) je dominiral na dvoru cesarja Tjančija (vladal 1620–1627) in dal svoje politične tekmece mučiti do smrti. Med slednjimi so bili večinoma glasni kritiki frakcije Donglin. S sredstvi, namenjenimi za gradnjo grobnic prejšnjega cesarja, je ukazal po celem cesarstvu zgraditi osebne palače in templje v svojo čast. Njegovi prijatelji in družina so brez kvalifikacij pridobili pomembne položaje. Vej je objavil tudi zgodovinsko delo, v katerem je kritiziral in omalovaževal svoje politične nasprotnike.  Nestabilnost na dvoru se je dogajala ravno v času, ko so naravne nesreče, kuga, upori in tuja invazija dosegli vrhunec. Cesar Čongdžen (vladal 1627–1644) je Veja odpustiti z dvora in Vej je kmalu zatem naredil samomor. 
Evnuhi so zgradili tudi lastno družbeno strukturo ter zagotavljali in pridobivali podporo klanov, iz katerih so izhajali. Društvo Heišanhuj v Pekingu je sponzoriralo gradnjo templja, v katerem so častili spomin na Gang Tieja, močnega evnuha iz dinastije Juan. Tempelj je postal vplivno oporišče za visoko rangirane evnuhe in z nekoliko zmanjšanim vplivom deloval tudi med dinastijo Čing.

#### Gospodarski zlom in naravne katastrofe
V zadnjih letih Vanlijevega obdobja in obdobjih njegovih dveh naslednikov se je razvila gospodarska kriza kot posledica kroničnega pomanjkanje glavnega menjalnega sredstva imperija: srebra. Portugalci so leta 1516 kot prvi vzpostavili trgovino s Kitajsko. Po odločitvi cesarja Minga, da prepove neposredno trgovanje z Japonsko, so portugalski trgovci delovali kot posredniki v tej trgovini. Od Kitajske kupovali svilo in jo prodajali Japonski za srebro. Po nekaj začetnih sovražnostih so Portugalci leta 1557 pridobili soglasje dvora Minga, da ustanovijo Makav kot svojo stalno trgovsko bazo na Kitajskem. Vlogo Portugalcev pri zagotavljanju srebra so postopoma presegli Španci. Nadzor nad trgovino so delno prevzeli tudi Nizozemci. Filip IV. Španski (vladal 1621–1665) je začel zatirati nezakonito tihotapljenje srebra iz Nove Španije in Peruja čez Tihi ocean prek Filipinov proti Kitajski v prid pošiljanju srebra iz španskih latinskoameriških kolonij skozi španska pristanišča. Ljudje na Kitajskem so začeli kopičiti dragoceno srebro, saj ga je bilo vse manj, zaradi česar je razmerje med vrednostjo bakra in srebra strmo padlo. V 30. letih 16. stoletja je bila unča srebra (28,35 g) vredna tisoč bakrenih novcev. Do leta 1640 se je njena cena podvojila in do leta 1643 potrojila. Za kmete je to pomenilo gospodarsko katastrofo, saj so davke plačevali v srebru, medtem ko so s svojimi pridelki trgovali v bakru. Zgodovinarji še vedno razpravljajo  o tem, ali je ravno pomanjkanje srebra povzročilo propad dinastije Ming.
V zgodnjem 17. stoletju so lakote na severu Kitajske postale običajne. Glavni vzrok zanje je bilo neobičajno suho in mrzlo vreme, ki je skrajšal rastno sezono. Takšno vreme je bilo posledica obsežnega ekološkega dogodka, ki je zdaj znan kot mala ledena doba. Lakota je skupaj z zvišanjem davkov, razširjenim vojaškim dezerterstvom, propadajočim sistemom pomoči in naravnimi nesrečami, kot so poplave, ter nezmožnost vlade, da pravilno upravlja sisteme za namakanje in nadziranje poplav, povzročila široko razširjeno izgubo življenj in normalnega vedenja.  Centralna vlada je zaradi pomanjkanja  sredstev za ublažitev posledic teh nesreč naredila zelo malo. Stanje je še poslabšala velika epidemija kuge v letih 1633–1644, ki je ubila neznano, a ogromno število ljudi. Leta 1556 se je med vladavino cesarja Džjandžinga v Šaanšiju zgodil najsmrtonosnejši potres vseh časov, ki je ubil približno 830.000 ljudi.

### Padec Minga

#### Vzpon Mandžurov
Nurhaci, vodja džjandžovskih Džurčenov, prvotno vazal dinastije Ming, ki se je uradno imel za varuha meje dinastije Ming in lokalnega predstavnika cesarske moči dinastije Ming, je združil džurčenske klane, da bi ustvaril novo mandžursko etnično identiteto. Ponudil se je, da bo s svojo vojsko podprl vojski Minga in Joseona proti japonskim vdorom v Korejo v 1590. letih. Predstavniki Minga so ponudbo zavrnili, vendar so mu za njegovo gesto podelili naziv general zmaj-tiger. Nurhaci je spoznal šibkost oblasti Minga v Mandžuriji in utrdil svojo oblast s kooptacijo ali osvajanjem okoliških ozemelj. Leta 1616 se je razglasil za kana in ustanovil dinastijo Kasnejši Džin. Leta 1618 se je odkrito odpovedal nadvladi dinastije Ming in ji s  Sedmimi velikimi zamerami dejansko napovedal vojno.
Leta 1636 je Nurhacijev sin Hong Tajdži svojo dinastijo v Mukdenu, sedanjem Šenjangu, preimenoval v Veliki Čing. Mukden je bil njegova prestolnica od leta 1625. Hong Tajdži je prevzel tudi kitajski cesarski naslov huangdi, razglasil obdobje Čongde (Čaščenje kreposti) in spremenil etnično ime svojega ljudstva iz Džurčen v Manču. Leta 1636 je med drugo mandžursko invazijo na Korejo premagal Joseon in ga prisilil, da postane vazal Činga. Korejci so se kmalu zatem odpovedali svoji dolgotrajni zvestobi dinastiji Ming.

#### Upor, invazija in propad
Kmet vojak Li Dzičeng se je s svojimi sovojaki v zahodnem Šaanšiju v zgodnjih 1630. letih uprl, ker vlada Minga tja ni poslala prepotrebnih zalog. Leta 1634 ga je general Minga ujel in osvobodil pod pogojem, da se vrne v službo. Njun dogovor je propadel, ko je lokalni sodnik ukazal usmrtiti šestintrideset njegovih soupornikov. Lijeve čete so se za usmrtitev maščevale z ubijanjem uradnikov in se upirale do leta 1635. Središče upora je bil Rongjang v provinci Henan. Do leta 1640 je nekdanji vojak in Lijev tekmec Džang Šjiandžong (1606–1647) z ustanovitvijo dinastije Ši ustvaril trdno bazo upornikov v Čengduju v Sečuanu. Li je iz svojega središča v Hubeju širil svoj vpliv v Šaanšiju in Henanu.
Leta 1640 so se množice stradajočih kitajskih kmetov, ki niso mogli plačevati davkov in jih ni bilo več strah pred pogosto poraženo kitajsko vojsko, začele združevati v ogromne skupine upornikov. Kitajska vojska, ujeta med brezplodna prizadevanja, da bi premagala mandžurske roparje s severa in ogromne kmečke upore v provincah, je v bistvu razpadla. Neplačano in slabo hranjeno vojsko je brez večjega boja premagal Li Dzičeng in se preimenoval v kneza Šuna. 25. aprila 1644 je Peking padel v roke uporniške vojske pod Li Dzičengovim vodstvom. Cesar Čongdžen, zadnji iz dinastije Ming, se je obesil na drevo v cesarskem vrtu pred Prepovedanim mestom.
Osem praporov  je izkoristilo priložnost in prečkalo Veliki zid, potem ko jim je mejni general Minga Vu Sangui (1612–1678) odprl vrata na prelazu Šanhaj.  Vu Sangui je vedel, da prihaja Li Džičengova vojska in se je sprva nameraval upreti Mandžurom, potem pa se je po tehtni presoji postavil na njihovo stran. Osem praporov  pod vodstvom mandžurskega princa Dorgona (1612–1650) in Vu Sanguija je pri Šanhajguanu uničila Lijevo vojsko in nato krenila proti Pekingu. 6. junija so Mandžuri in Vu Sangui vstopili v prestolnico in za vladarja Kitajske razglasili mladega cesarja Šundžija. Li Dzičeng je pobegnil na zahod in poleti 1645 umrl in s tem končal dinastijo Šun. Eno poročilo pravi, da je naredil samomor, drugo pa,  da so ga do smrti pretepli kmetje, potem ko so ga ujeli pri kraji njihove hrane.
Ming kljub izgubi Pekinga in smrti cesarja še ni bil popolnoma uničen. Nanking, Fudžian, Guangdong, Šanši in Junan so bili trdnjave odpora Minga. Za prestol se je potegovalo več kandidatov, zato vojska Minga ni bila enotna. Razpršene ostanke dinastije Ming v južni Kitajski po letu 1644 so zgodovinarji 19. stoletja kot celoto imenovali dinastija Južni Ming. Bastione odpora Južnega Minga je do leta 1662 enega za drugim uničil Čing. Leta 1662 je bil ujet in usmrčen cesar Jongli, zadnji iz dinastije Ming.  Manjša lojalistična gibanja v korist dinastije Ming so  nadaljevala do razglasitve Republike Kitajske.

## Vlada

### Province, prefekture, podprefekture in okraji
Cesarstvo Ming je bilo po mnenju več sinologov "eno najdaljših obdobij urejene vladavine in družbene stabilnosti v zgodovini človeštva". Dinastija Ming je prevzela pravinčni upravni sistem dinastije Juan. Trinajst provinc Minga tvori temelje sodobnih kitajskih provinc. 
V dinastiji Song je bila največja upravna enota okraj (lu). Po invaziji Džurčenov leta 1127 je dvor Songa ustanovil štiri polavtonomna regionalna poveljstva, ki so temeljila na teritorialnih in vojaških enotah in imela svoje sekretariate. Slednja so v dinastijah Juan, Ming in Čing služila kot provincialne uprave. Birokracija  province Minga je imela tri komisije: civilno, vojaško in nadzorno. Pod ravnjo province (šeng) so bile prefekture (fu) na čelu s prefektom in podprefekture (džov) na čelu s podprefektom. Najnižja upravna enota je bil okraj (šjan) na čelu s sodnikom. obstajali tudi dve veliki območji, ki nista pripadali nobeni provinci. To sta bili metropolitanski območji (jing),  povezani z Nankingom in Pekingom.

### Ustanove in uradi

#### Institucionalni trendi
Za razliko od glavnega osrednjega upravnega organa, splošno znanega kot Trije oddelki in šest ministrstev, ki so ga imele različne dinastije od poznega Hana (202 pr. n. št. do 220 n. št.), je imela uprava Minga samo en oddelek, Sekretariat, ki je nadziral šest ministrstev. Po usmrtitvi kanclerja Hu Vejjonga leta 1380 je cesar Hongvu ukinil Sekretariat, Cenzorat in glavno vojaško komisijo ter osebno prevzel vodstvo šestih ministrstev in petih regionalnih vojaških komisij. Iz državne uprave je bila izrezana cela raven uradov, ki so jo samo delno obnovili kasnejši vladarji. Kasneje je bil ustanovljen Veliki sekretariat, sprva tajniška ustanova, ki je cesarju pomagala pri upravnih dokumentih, vendar ni zaposlovala visokih svetovalcev ali kanclerjev. 
Cesar Hongvu je leta 1391 poslal svojega naslednika v Šaanši, da bi "obiskal in pomiril" regijo. Leta 1421 je cesar Jongle zadolžil 26 uradnikov, da potujejo po imperiju in opravljajo podobne preiskovalne in državne naloge. Do leta 1430 so ti uradniki uradno postali veliki koordinatorji. Ponovo je bil ustanovljen Cenzorat z zaposlenimi preiskovalnimi cenzorji, kasneje z glavnimi cenzorji. Do leta 1453 so veliki koordinatorji dobili naslov pomočnika glavnega cenzorja in dovoljenje za neposreden dostop do cesarja.  Tako kot v prejšnjih dinastijah je provincialne uprave nadziral potujoči inšpektor iz Cenzorata. Cenzorji so imeli pooblastilo za neposredno obtožbo nevestnih uradnikov,  za razliko od višjih uradnikov, ki so to smeli storiti samo po triletnem ocenjevanju nižjih uradnikov. 
Čeprav je v zgodnjem obdobju Minga prišlo do decentralizacije državne oblasti znotraj provinc, se je v 1420. letih začel trend delegiranja centralnih vladnih uradnikov kot navideznih guvernerjev provinc. Do pozne dinastije Ming so bili centralni vladni uradniki delegirani v dve ali več provinc kot vrhovni poveljniki in podkralji. Takšen sistem je omogočal nadzor civilnih ustanov nad vojsko in njenim vplivom.

### Veliki sekretariat in šest ministrstev
Vladne institucije na Kitajskem so imele približno dva tisoč let podoben vzorec, vendar je vsaka dinastija ustanovila posebne urade in pisarne, ki so odražali njene posebne potrebe in interese. V administraciji Minga so se cesarjevi pomočniki imenovali veliki sekretarji in so pod cesarjem Jonglejem (vladal 1402–1424) urejali papirologijo. Pod cesarjem Hongšijem (vladal 1424–1425) so bili imenovani za najvišje uradnike agencij in velikega učitelja, ki je bil najvišji nefunkcionalni položaj v državi. Veliki sekretariat je svoje člane dobival iz Akademije Hanlin in veljal za del cesarske in ne ministrske oblasti in bil zato včasih v nasprotju s cesarjem in ministri. Sekretariat je deloval kot usklajevalna agencija, medtem ko je bilo šest ministrstev neposredni upravni organ države, zadolžen za prihodke, obrede, vojsko, pravosodje in javna dela:
1. Ministrstvo za osebje je bilo pristojno za imenovanja, ocenjevanje zaslug, napredovanja in degradacije uradnikov ter podeljevanje častnih nazivov.[109]
2. Ministrstvo za finance je skrbelo za zbiranje popisnih podatkov, pobiranje davkov in ravnanje z državnimi dohodki. Podrejena pa sta mu bila dva denarna urada.[110]
3. Ministrstvo obredov je bilo zadolženo za državne obrede, druge obrede in daritve. Nadziralo je registre budističnih in daoističnih duhovnikov in sprejemanje odposlancev iz vazalnih držav.[111]
4. Vojno ministrstvo je bilo zadolženo za imenovanja, napredovanja in degradacije vojaških častnikov, vzdrževanje vojaških objektov, opreme in orožja ter kurirsko službo.[112]
5. Ministrstvo za pravosodje je bilo zadolženo za sodne in kazenske postopke, vendar ni imelo nadzorne vloge nad cenzuro ali Velikim revizijskim sodiščem.[113]
6. Ministrstvo za javna dela je bilo zadolženo za državne gradbene projekte, najemanje obrtnikov in delavcev za začasno službo, proizvodnjo državne opreme, vzdrževanje cest in kanalov, standardizacijo uteži in mer ter zbiranje virov s podeželja. [113]

#### Uradi in pisarne cesarjevega gospodinjstva
Cesarjevo gospodinjstvo so skoraj v celoti upravljali evnuhi in dvorne dame z lastnimi pisarnami. Služabnice so bile organizirane v Urad za obisk palače, Urad za slovesnosti, Urad za oblačila, Urad za hrano, Urad za spalnico, Urad za obrt in Urad za nadzor osebja. Po letu 1420 so evnuhi začeli prevzemati položaje teh dam, dokler jim ni ostal samo Urad za oblačila s štirimi pomožnimi uradi. Cesar Hongvu (vladal 1368–1398) je svoje evnuhe organiziral v Direktorat za pomočnike palače. Ko se je moč evnuhov na dvoru povečala, so se razširili tudi njihovi uradi na končnih dvanajst direktoratov, štirimi urade in osem pisarn. Dinastija je imela obsežno cesarsko gospodinjstvo, ki ga je sestavljalo na tisoče evnuhov pod vodstvom Direktorata za pomočnike palače. Evnuhi so bili razdeljeni v različne direktorate, zadolžene za nadzor osebja, ceremonialne obrede, hrano, pripomočke, dokumente, hleve, pečate, oblačila itd. Uradi so bili zadolženi za oskrbo s kurjavo, glasbo, papir in kopel. Uradi so bili zadolženi za orožje, srebrnino, pralnico, pokrivala, izdelavo predmetov iz brona, proizvodnjo tkanin, kleti in vrtove. Najvplivnejši evnuh v direktoratu za ceremonial je včasih deloval kot de facto diktator države.
V  cesarjevem gospodinjstvu je obstajal tudi državni urad, imenovan Pisarna za pečate, ki je sodeloval z agencijami evnuhov pri vzdrževanju cesarskih pečatov. Obstajali so tudi državni uradi za nadzor nad zadevami cesarskih princev.

### Osebje

#### Uradniki učenjaki
Cesar Hongvu je od 1373 do 1384 v svojih uradih zaposloval uradnike, izbrane samo na podlagi priporočil. Po letu 1384 so bili za uradnike učenjake na več uradniških ravneh uvedeni strogi sprejemni izpiti, ki jih je prva uvedla dinastija Sui (581–618). Sistem izpitov je teoretično omogočal vsakomur, z izjemo trgovcev, da se je pridružil vrstam cesarskih uradnikov. V resnici sta čas in finančna sredstva, potrebna za študij v pripravah na izpit, na splošno omejila kandidate na tiste, ki so prihajali iz premožnih slojev. Vlada je pri imenovanju uradnikov natančno določila pokrajinske kvote, kar naj bi omejilo monopolizacijo oblasti veleposestniškega plemstva iz najbogatejših regij, kjer je bilo izobraževanje najbolj razvito. Širitev tiskarstva od vladavine dinastije Song je povečala širjenje znanja in število potencialnih kandidatov za izpite po provincah. Za začetnike so bile natisnjene poštevanke in osnovni besednjaki, za kandidate na višjih ravneh pa  poceni zvezki konfucijanskih klasikov in uspešnih odgovorov na izpitih.
Kot v prejšnjih obdobjih, so bila izpitna vprašanja osredotočena na klasična konfucijanska besedila, medtem ko je bila večina izpitnega gradiva osredotočena na Štiri knjige, ki jih je v 12. stoletju napisal Džu Ši. Izpite iz obdobja dinastije Ming je bilo od leta 1487 morda težje opraviti zaradi  "osemkrakega eseja", ki je temeljil na naprednih literarnih trendih. Izpiti za napredovanje z lokalne ravni so postali zahtevnejši, zato so bili uspešnim kandidatom podeljeni ustrezni nazivi. Uradniki so bili razvrščeni v devet hierarhičnih razredov s po dvema stopnjama. Plače so bile odvisne od položaja in nominalno izplačane v pikulah riža. Provincialni diplomanti so bili takoj razporejeni na nižja delovna mesta. Diplomanti na višjih ravneh, ki so opravili dvorni izpit, so prejeli diplomo džinši (dobesedno 'predstavljeni učenjak'), ki jim je zagotavljala visok uradniški položaj. V 276 letih vladavine dinastije Ming je bilo na devetdesetih dvornih  izpitih podeljenih 24.874 diplom. Ebrey navaja, da je bilo v danem trenutku samo dva do štiri tisoč uradnikov z diplomo džinši, se pravi približno samo eden od 10.000 odraslih moških. Diplomantov z najnižjo stopnjo diplome šengjuan (dobesedno 'vladni študent') je bilo v danem trenutku do 16. stoletja približno 10.000.
Najdaljši mandat na nekem položaju je trajal devet let. Uspešnost uradnikov  so vsaka tri leta ocenjevali višji uradniki. Uspešno ocenjeni so napredovali, zadostno ocenjeni so ostali na svojih položajih, ocenjeni kot neustrezni pa so bili degradirani za en razred. V skrajnih primerih bi lahko bili odstavljeni ali celo kaznovani. Iz sistema ocenjevanja so bili izvzeti uradniki četrte ali višje stopnje, od katerih se je pričakovalo, da bodo priznali vsako svojo napako. V okrožnih in prefekturnih šolah je bilo več kot 4.000 učiteljev, ki so bili vsakih devet let podvrženi ocenjevanju. Glavni inštruktor na prefekturni ravni je bil enak diplomantu drugega okrožnega razreda. Izobraževanje prestolonaslednika je nadziralo Nadzorništvo cesarskih inštrukcij, ki ga je vodil veliki inštruktor, uvrščen v prvi razred tretje stopnje.
Zgodovinarji razpravljajo o tem, ali je izpitni sistem razširil ali skrčil družbeno mobilnost navzgor. Po eni strani izpiti niso bili odvisni od socialnega ozadja kandidata in so bili teoretično odprti za vsakogar, v praksi pa so pomenili dolga leta zelo dragega in prefinjenega učenja, kakršnega so si lahko privoščile le zelo bogate plemiške družine. V praksi je imelo 90 odstotkov prebivalcev nemogoč dostop zaradi pomanjkanja izobrazbe,  zato je imelo enake možnosti za premik na vrh samo 10 odstotkov prebivalcev iz najvišjih slojev. Priprave na izpite so vsebovale študij klasične kitajščine, uporabo pogovorne mandarinščine, kaligrafijo in zapletene poetične zahteve osemkrakega eseja. V sistemu je prevladovalo  tradicionalno plemstvo, ki se je naučilo, da sta pot do uspeha  konservativnost in odpor do novih idej. Kritiki so več stoletji opozarjali na te težave, vendar je izpitni sistem zato postal le bolj abstrakten in manj pomemben za potrebe Kitajske. Strokovnjaki se strinjajo, da je bil osemkraki esej  glavni vzrok za "kulturno stagnacijo in gospodarsko zaostalost Kitajske". Benjamin Ellman na drugi strani trdi, da je imel tudi nekaj pozitivnih lastnosti, saj je oblika eseja spodbujala "abstraktno razmišljanje, prepričljivost in prozaično obliko" in da je njegova dovršena struktura odvračala od "tavajoče, neosredotočene pripovedi".

#### Nižji uradniki
Uradniki učenjaki, ki so vstopili v državno službo z opravljenimi izpiti, so službovali kot izvršilni uradniki v mnogo večjem korpusu nižjih uradnikov. Razmerje med njimi in nižjimi uradniki je bilo ena proti štiri.   Charles Hucker ocenjuje, da jih je bilo nižjih uradnikov po vsem imperiju morda celo 100.000. Opravljali so pisarniška in tehnična opravila za vladne urade, vendar se jih ne sme zamenjevati z liktorji, kurirji in prenašalci. Nižji uradniki so bili občasno ocenjevani  in bili  po devetih letih službovanja lahko povišani na nek nižji uradniški položaj.

#### Evnuhi, princi in generali
Med dinastijo Ming so evnuhi pridobili moč brez primere nad državnimi zadevami. Eden od najučinkovitejših vzvodov njihove moči  je bila tajna služba, na začetku dinastije nameščena v tako imenovanem Vzhodnem skladišču in kasneje v Zahodnem skladišču. Tajno službo je nadziral Direktorat za ceremonial, ki je imel zato  pogosto absolutno oblast. Evnuhi so bili razvrščeni  v razrede, tako kot državni uslužbenci, vendar so imeli njihovi razredi štiri stopnje namesto devetih.
Potomci cesarjev dinastije Ming so postali princi in poveljniki (običajno nominalnih) vojaških poveljstev in dobili letne štipendije in velika posestva. Imeli so naziv kralj (王, wáng), vendar na svojih posestih niso imeli nobene upravne funkcije. V vojaških zadevah so sodelovali  le med vladavinama prvih dveh cesarjev. Vzrok za to je bil deloma upravičen upor princa Jana. Po ustoličenju cesarja Jongleja je cesar uvedel politiko razoroževanja svojih bratov in jim dodelil fevde daleč od militarizirane severne meje. Princi niso službovali v nobenem organu državne uprave, so pa skupaj s soprogami in plemenitimi sorodniki delovali na cesarskem klanskem sodišču, ki je nadziralo cesarsko rodoslovje.
Tako kot uradniki učenjaki so bili tudi vojaški častniki razvrščeni v hierarhične razrede in vsakih pet let ocenjeni. Vojaški častniki so bili manj ugledni kot uradniki. Eden od vzrokov za razlike je bilo dedovanje častniškega položaja in ne pridobivanje položaja izključno na podlagi zaslug. Drug razlog so bile konfucijanske vrednote, ki so iskanje znanja (ven) postavljale pred nasilje (vu).  Četudi so vojaški častniki veljali za manj prestižne, niso bili izvzeti iz opravljanja izpitov za državne službe. Po letu 1478 je vojska organizirala celo lastne izpite za preverjanje vojaških veščin. Cesarji dinastije Ming so sicer prevzeli ustaljeno vojaško strukturo iz obdobja dinastije Juan, vendar so ustanovili delovno mesto potujočega vojaškega inšpektorja. V prvi polovici dinastije Ming so na višjih vojaških položajih prevladovali častniki plemenitega rodu. V drugi polovici dinastije so jih sčasoma izpodrinili možje bolj skromnega porekla.

## Družba in kultura

### Književnost in umetnost
Med dinastijo Ming, zlasti v gospodarsko uspešni spodnji dolini Jangzija, so cvetele književnost,  slikarstvo, pesništvo, glasba in različne vrste kitajske opere. Kratka proza je bila  priljubljena že v času dinastije Tang (618–907), med dinastijo Ming pa je najbolj osupljiv literarni razvoj doživel ljudski roman. Medtem ko je bila plemiška elita dovolj izobražena, da je v celoti razumela klasično kitajščino,  so tisti z osnovno izobrazbo postali obširno potencialno občinstvo za književnost in uprizoritvene umetnosti, pisane in govorjene v ljudski kitajščini. Literati so v tem obdobju uredili ali razvili velike kitajske romane v zrelo obliko. Mednje spadata Razbojniki iz močvirja Ljanšan in Potovanje na zahod. Roman Džin ping mej, objavljen leta 1610, vključuje stara gradiva, vendar kaže trend k neodvisni kompoziciji in ukvarjanju s psihologijo. V kasnejših letih dinastije sta Feng Menglong in Ling Mengču uvedla novosti s kratko fikcijo v ljudskem jeziku. Enako domiselni so bili gledališki scenariji. Najbolj znanega, Paviljon potonike,  je napisal Tang Šjandzu (1550–1616). Njegova prva uprizoritev je bila v Paviljonu princa Tenga leta 1598. 
Vrhunec sta dosegla tudi neformalni esej in potopis. Šu Šjake (1587–1641), avtor popotniške literature, je objavil svoje Potovalne dnevnike v 404.000 pismenkami in informacijami o vsem, od lokalne geografije do mineralogije. Založništvo zasebnih časopisov v Pekingu se prvič omenja leta 1582. Do leta 1638 je Pekinški list prešel z lesotiska na tisk s premičnimi črkami. V poznem obdobju Minga se je za bralstvo trgovskega razreda razvilo novo literarno področje moralnega vodnika poslovne etike.
V nasprotju s Šu Šjakejem, ki se je v svojih potopisih osredotočal na tehnične vidike, je kitajski pesnik in uradnik Juan Hongdao (1568–1610) uporabljal potopis kot izraz svoje želje po individualizmu, avtonomiji in frustraciji nad konfucijansko dvorno politiko. Juan se je želel osvoboditi etičnih kompromisov, ki so bili neločljivi od kariere učenjaka-uradnika. To protiuradno čustvo v Juanovi potopisni literaturi in poeziji je dejansko sledilo tradiciji pesnika in uradnika Su Šija iz dinastije Song (1037–1101). Juan Hongdao in njegova brata Juan Dzongdao (1560–1600) in Juan Džongdao (1570–1623), so bili ustanovitelji Gonganske šole pisanja. Njihovo zelo individualistično šolo pesništva in proze je konfucijanski establišment kritiziral zaradi njene povezanosti z intenzivno čutno liriko, ki je bila očitna tudi v ljudskih romanih, kot je Džin ping mej. Nova priljubljena romantična literatura se je dotaknila celo plemičev in učenjakov,  ki so  kot sorodne duše iskali kurtizane, da bi pouprizorili ljubezenske zgodbe, ki jih dogovorjene poroke pogosto niso mogle zagotoviti ali sprejeti.
Znani slikarji v dinastiji Ming so bili Ni Dzan, Dong Čičang in mojstri Šen Džov, Tang Jin, Ven Džengming in Čju Jing. Naslanjali so se na tehnike, sloge in kompleksnost slikanja, ki so jih dosegli njihovi predhodniki v dinastijah Song in Juan, in dodali svoje tehnike in sloge.  Znani umetniki dinastije Ming so se lahko preživljali samo s slikanjem zaradi visokih cen, ki so jih zahtevali za svoja umetniška dela, in velikega povpraševanja visoko kultivirane skupnosti po dragocenih umetninah. Umetniku Čju Jinguju so nekoč plačali 2,8 kg srebra, da je naslikal dolg zvitek za osemdeseti rojstni dan matere bogatega pokrovitelja. Priznani umetniki so pogosto imeli spremljevalce, včasih tudi  amaterje, zaposlene občasno ali slikarje s polnim delovnim časom.
Obdobje dinastije Ming je znano tudi po keramiki in porcelanu. Glavno središče proizvodnje porcelana je bil Džingedžen  v provinci Džjangši. To obdobje je znano predvsem po modro belem porcelanu, vendar so proizvajali tudi drugačnega. Tovarne porcelana Dehua v Fudžujanu so proizvajale porcelan po evropskih okusih in iz njega do konca  16. stoletja  ustvarile kitajski izvozni porcelan. Znani so postali tudi posamezni lončarji, na primer He Čaodzong, ki je v začetku 17. stoletja zaslovel s svojim slogom kipov iz belega porcelana. Ocenjuje se, da so v pozni dinastiji Ming v Evropo izvozili približno 16 % v Fudžujanu proizvedenega porcelana, preostanek pa je bil namenjen Japonski in Jugovzhodni Aziji.
Izrezljani motivi na lakiranih lesenih izdelkih in motivi, glazirani na izdelkih iz porcelana, so prikazovali zapletene prizore, po zapletenosti podobne tistim v slikarstvu. Te predmete je bilo mogoče najti v domovih premožnih poleg vezene svile in izdelkov iz žada, slonovine in cloisonneja. Hiše bogatih so bile opremljene tudi s pohištvom in rešetkami iz palisandra. V zasebnih delovnih sobah učenjakov so bili tudi materiali za pisanje, vključno z dovršeno izrezljanimi držali za čopiče iz kamna ali lesa.
Prefinjen umetniški okus je zagotavljal posel trgovcem z umetninami in celo prevarantom, ki so sami izdelovali imitacije in lažne napise.  Jezuit Matteo Ricci je med bivanjem v Nankingu zapisal, da so bili kitajski prevaranti iznajdljivi pri ustvarjanju ponaredkov in velikih dobičkov. Previdnemu novincu so bili na razpolago vodniki, ki so prepoznali ponaredke. Liu Tong (umrl 1637) je celo napisal knjigo, natisnjeno leta 1635, ki je svojim bralcem razlagala, kako prepoznati lažne in pristne umetnine.  Razkril je, da je mogoče bronaste izdelke iz obdobja cesarja Šuandeja (vladal 1426–1435) potrditi s presojo njegovega sijaja, izdelke iz porcelana iz obdobja cesarja Jongleja (vladal 1402–1424) pa po njihovi debelini.

### Vera
Prevladujoča verska prepričanja v času dinastije Ming so bile različne oblike kitajskih ljudskih verovanj in trije nauki – konfucijanstvo, daoizem in budizem. Tibetanski lame, ki jih je podpirala dinastija Juan, so padli v nemilost, zgodnji cesarji dinastije  Ming pa so bili še posebej naklonjeni daoizmu. Vernikom, ki so prakticirali daoizem, so podelili številne položaje v državnih obrednih uradih. Cesar Hongvu je omejil kozmopolitsko kulturo mongolske dinastije Juan, plodovit princ Ning Džu Čuan pa je celo sestavil enciklopedijo, ki je napadala budizem kot tuj kult,  škodljiv za državo, in enciklopedijo, ki je bila kasneje vključena v  daoistični kanon.
Cesar Jongle in poznejši cesarji so močno podpirali tibetanski budizem, gradnje, tiskanja suter, obrede  in drugo, da bi dobili podporo budističnega občestva. Jongle se je poskušal prikazati kot budistični idealni kralj čakravarti. Nekaj dokazov kaže, da je bil pri tem  uspešen.
Po vsej Kitajski je bil dobro uveljavljen tudi islam. Njegova zgodovina naj bi se začela s Saadom ibn Abi Vakasom v času dinastije Tang in močno uradno podporo v času dinastije Juan. Dinastija Ming je podporo zelo omejila, a je v zgodnjem obdobju še vedno imela več uglednih muslimanskih osebnosti, vključno s pomorščakom   Dženg Hejem in generali Čang Jučunom, Lan Jujem, Ding Dešingom in Mu Jingom med vladavino cesarja Hongvuja. Islamski viri dvomijo, da so bili muslimani. Ne glede na to je prisotnost muslimanov v vojskah, ki so pregnale Mongole proti severu, povzročila postopen premik v kitajskem dojemanju muslimanov. Iz statusa "tujcev" so prešli v status "znanih tujcev". Cesar Hongvu je napisal 100 znakov dolgo hvalnico islamu in preroku Mohamedu. Cesarji dinastije Ming so močno sponzorirali gradnjo mošej in podeljevali velikodušne svoboščine za prakticiranja islama.
Prihod dinastije Ming je bil sprva uničujoč za krščanstvo. Cesar Hongvu je  v prvem letu svoje vladavine razglasil osemdeset let stare frančiškanske misijone za nezakonite. Izginila je tudi stoletja stara vzhodna pravoslavna cerkev. V kasnejšem obdobjem dinastije Ming je prišel na Kitajsko nov val krščanskih misijonarjev, zlasti jezuitov, ki so v svojih argumentih za spreobrnitev uporabljali novo zahodno znanost in tehnologijo. Po ustanovitvi Kolegija sv. Pavla v Makavu leta 1579 so se jezuiti tam učili kitajščine in se seznanjali s kitajsko kulturo. Najvplivnejši je bil Matteo Ricci, čigar Popoln zemljevid vseh kraljestev sveta je obrnil na glavo tradicionalno geografijo po vsej vzhodni Aziji. Riccijevo delo s spreobrnjencem Šu Guangčijem je leta 1607  privedlo do prvega kitajskega prevoda Evklidovih Elementov. Na steli dinastije Šjan iz leta 1625 je med drugim zapisano tudi dovoljenje, da se krščanstvo obravnava kot stara in uveljavljena vera in ne kot nov in nevaren kult. Glede obsega prakticiranja krščanstva obstajajo velika nesoglasja. Poskus Riccijevih naslednikov, da bi razširili svoj vpliv, je privedel do incidenta v Nankingu leta 1616, v katerem so štiri jezuite izgnali v Makav, druge pa za šest let izrinili iz javnega življenja. Vrsta spektakularnih neuspehov kitajskih astronomov, vključno z izostankom mrka, ki sta ga izračunala Šu Guangči in Sabatino de Ursis,  in vrnitev jezuitov, ki so se predstavljali kot izobraženi učenjaki po konfucijanskem zgledu, je obnovila njihovo prisotnost. Proti koncu dinastije Ming so dominikanci v Rimu sprožili polemiko o kitajskih obredih, ki je sčasoma privedla do popolne prepovedi krščanstva pod dinastijo Čing. 
Med Riccijevo misijo v Pekingu je z njim navezal stike tudi predstavnik približno 5.000 Judov iz Kajfenga in mu predstavil dolgo zgodovino Judov na Kitajskem.. Poplava leta 1642, ki jo je povzročil guverner Kajfenga, je opustošila judovsko skupnost. Izgubila je pet od dvajsetih družin, sinagogo in večino Tore.

### Filozofija

#### Vang Jangmingovo konfucijanstvo
Med dinastijo Ming so dvor in kitajski literati na splošno sprejeli novokonfucijanske doktrine učenjaka Džu Šija, čeprav je bila neposredna linija njegove šole uničena, ko je cesar Jongle leta 1402  iztrebil deset družin sorodnikov Fanga Šjaoruja. Učenjak dinastije Ming, ki je najbolj vplival na naslednje generacije, je bil Vang Jangming (1472–1529), čigar učenja so v njegovem času napadali zaradi podobnosti s čan budizmom. Vang Jangming je na podlagi Džu Šijevega koncepta "razširitve znanja" trdil, da lahko kdorkoli, ne glede na poreklo ali izobrazbo, postane tako moder kot sta bila Konfucij in Mencij. Po njegovem mnenju njuni spisi niso viri resnice, temveč le vodniki, v katerih bi po natančnem preučevanju našli tudi napake. Kmet z veliko izkušenj in inteligence naj bi bil torej modrejši od uradnika, ki se je naučil klasike na pamet, ni pa izkusil resničnega sveta. 

#### Konzervativna reakcija
Učenjaki-birokrati so bili previdni glede Vangove heterodoksije, vse večjega števila njegovih učencev, ko je bil še na položaju, in njegovega splošnega družbeno uporniškega sporočila. Da bi omejili njegov vpliv, so ga pogosto pošiljali opravljat vojaške zadeve in dušit upore daleč stran od prestolnice. Njegove ideje so kljub temu prodrle v glavni tok kitajske misli in spodbudile novo zanimanje za daoizem in budizem. Poleg tega so začeli ljudje dvomiti o veljavnosti družbene hierarhije in zamisli, da bi moral biti učenjak nad kmetom. Vang Jangmingov učenec in delavec v rudniku soli Vang Gen je predaval preprostim prebivalcem o izobraževanju za izboljšanje njihovega življenja, medtem ko je njegov privrženec He Šinjin izpodbijal povzdigovanje in poudarjanje družine v kitajski družbi. Njegov sodobnik Li Dži je celo učil, da so ženske intelektualno enake moškim in da jim je treba zagotoviti boljšo izobrazbo. Tako Li kot He sta nazadnje umrla v zaporu, zaprta zaradi "širjenja nevarnih idej". Te "nevarne zamisli" o izobraževanju žensk so že dolgo pred tem sprejele nekatere matere in kurtizane, ki so bile tako pismene in spretne v kaligrafiji, slikanju in poeziji kot njihovi moški gostje.
Liberalnim pogledom Vang Jangminga sta nasprotovala cenzura in Akademija Donglin, ki sta bili ponovno ustanovljeni leta 1604. Konservativci iz teh ustanov so želeli oživiti ortodoksno konfucijansko etiko. Konservativci, kot je bil Gu Šjančeng (1550–1612), so nasprotovali Vangovi ideji o prirojenem moralnem znanju in trdili, da je to preprosto legitimacija za brezvestno vedenje, kot sta pohlepna prizadevanja in osebna korist. Ti dve smeri konfucijanske misli, utrjeni s pojmovanjem obveznosti kitajskih učenjakov do svojih mentorjev, sta se razvili v vsesplošno frakcionaštvo med državnimi ministri, ki so izrabili vsako priložnost, da sodijo članom druge frakcije. 

### Mestno in podeželsko življenje
Vang Gen je imel filozofska predavanja za številne preproste ljudi iz različnih regij. Skupnosti so že  dinastiji Song postajale manj izolirane, kar je postalo še bolj očitno v dinastiji Ming, ko so se razdalje med tržnimi mesti manjšale. Vse več je bilo šol, verskih združenj in drugih lokalnih prostovoljnih organizacij in stikov med izobraženci in nešolanimi vaščani. Meje med mesti in vasmi so postajale zamegljene, saj so bila primestna območja s kmetijami tik zunaj mesta in v nekaterih primerih znotraj mestnega obzidja. Zamegljene so postajale tudi meje med tradicionalnimi štirimi poklici (shì nóng gōng shāng), saj so obrtniki včasih delali na kmetijah, kmetje pa so v času pomanjkanja pogosto potovali v mesta, da bi našli delo.
Po očetu je bilo mogoče, vendar ne obvezno, izbrati ali podedovati različne poklice. Mednje so spadali  izdelovalci krst, železarji in kovači, krojači, kuharji in izdelovalci rezancev, trgovci na drobno, upravitelji gostiln, čajnic ali vinarn, čevljarji, rezalci pečatov, lastniki zastavljalnic, vodje bordelov in trgovski bankirji. V preprost bančni sistem so bile vključene tudi menjalnice. Tako rekoč vsako mesto je imelo javno hišo z moškimi in ženskimi prostitutkami. Moški katamiti so dosegali višjo ceno kot priležnice, saj se je na homoseksualnost z najstnikom gledalo kot na znak elitnega statusa. Javna kopališča so postala veliko pogostejše kot v prejšnjih obdobjih.  Mestne  trgovine in trgovci na drobno so prodajali različno blago, tudi poseben papirnati denar, ki so ga zažgali ob žrtvovanju prednikov, luksuzno blago, pokrivala, fino blago, čaje in drugo. Manjše, revne in razpršene skupnosti niso mogle imeti stalnih trgovin in so kupovale na občasnih tržnicah in pri potujočih krošnjarjih. Že majhno mestno jedro je omogočalo tudi preprosto šolanje, prenašanje novic in govoric, verske festivale, nastope potujočih gledaliških skupin, pobiranje davkov in centre za razdeljevanje pomoči v obdobjih pomanjkanja. 
Kmetje na severu so se preživljali s pridelavo pšenice in prosa,  medtem ko so kmetje južno od reke Huaj intenzivno gojili riž in imeli jezera in ribnike, kjer so lahko gojili race in ribe. Gojenje murv za sviloprejke in čajevca je bilo razširjeno večinoma južno od reke Jangdzi. Še južneje so kot osnovne kulture gojili sladkorni trs in citruse.  Nekateri prebivalci goratega jugozahoda so se preživljali s prodajo lesa iz trdega bambusa. Reveži so tudi kuhali lesno oglje, žgali apno iz lupin ostrig, izdelovali lončeno posodo in pletli rogoznice in košare. Na severu so potovali najpogosteje  s konji in kočijami,  na jugu pa pluli po neštetih rekah, kanalih in jezerih. Na jugu je bilo veliko premožnih posestnikov in kmetov najemnikov, severno od reke Huaj pa so kmetje zaradi ostrejšega podnebja živeli malo nad eksistenčnim pragom.
V zgodnji dinastiji Ming so veljali najstrožji zakoni o razkošju v kitajski zgodovini. Prebivalcem je bilo prepovedano nositi fino svilo in oblačila živo rdeče, temno zelene ali rumene barve. Prebivalci niso smeli nositi škornjev ali klobukov guan. Ženske niso smele nusiti okraskov iz zlata, žada, biserov ali smaragdov. Trgovcem in njihovim družinam je bila prepovedana uporaba svile. Od srednjega obdobja  Minga ti zakoni niso več veljali.

## Znanost in tehnologija
Po razcvetu znanosti in tehnologije v dinastiji Song je dinastija Ming morda doživljala manj napredka v znanosti in tehnologiji v primerjavi z zahodnim svetom. Ključni napredek kitajske znanosti v poznem Mingu je spodbudil ravno stik z Evropo. Leta 1626 je Johann Adam Schall von Bell napisal Juandžigšuo (dobesedno Gledanje v daljavo z optičnim steklom), prvo kitajsko razpravo o teleskopu. Leta 1634 je cesar Čongdžen dobil teleskop pokojnega polihistorja Johanna Schrecka (1576–1630).  Heliocentrični model sončnega sistema so katoliški misijonarji na Kitajskem zavračali in zamolčali, vendar so ideje Johannesa Keplerja in Galileo Galileia počasi le pricurljale na Kitajsko. Začelo se je s poljskim jezuitom Michaelom Boymom (1612–1659) leta 1627, razpravo Adama Schalla von Bella leta 1640, in nazadnje s prihodom Josepha Edkinsa, Alexa Wylieja in Johna Fryerja v 19. stoletju. Katoliški jezuiti na Kitajskem so na dvoru promovirali kopernikansko teorijo in hkrati v svojem pisanju sprejemali ptolemajski sistem. Katoliški misijonarji na Kitajskem so šele leta 1865 podprli heliocentrični model, ko so to storili njihovi protestantski sodobniki.
Čeprav sta osnovo trigonometrije na Kitajskem postavila že Šen Kuo (1031–1095) in Guo Šoudžing (1231–1316), so naslednje pomembno delo v kitajski trigonometriji objavili šele leta 1607 s prizadevanji Šu Guangčija in Mattea Riccija. Ironično je, da so bili nekateri izumi iz starodavne Kitajske na Kitajskem ponovno uvedeni z znanjem iz Evrope v času poznega Minga. Mednje je spadal na primer poljski mlin.
V 16. stoletja je kitajski koledar potreboval temeljito reformo. Dinastija Ming je sprejela Guo Šovdžingov koledar Šovši iz leta 1281, ki je bil tako natančen kot gregorijanski koledar, vendar ga Direktorat za astronomijo Minga ni uspel redno prilagajati, morda zaradi pomanjkanja strokovnega znanja. V dinastiji Ming so namreč položaji v uradih postali dedni, statuti Minga pa so prepovedovali zasebno ukvarjanje z astronomijo. Leta 1595 je popravek koledarja predložil princ Džu Dzajju, vendar ga je ultrakonzervativna astronomska komisija zavrnila. Džu Dzajju je odkril tudi sistem uglaševanja, znan kot enakomerna uglasitev, ki ga je v Evropi istočasno odkril Simon Stevin (1548–1620). Leto prej je izboljšavo koledarja priporočal Šing Yunlu, vendar je njegov predlog zavrnil  nadzornik Astronomskega urada zaradi zakona o prepovedi zasebne dejavnosti v astronomiji. Šing je kasneje skupaj s Šu Guangčijem sodeloval pri reformi koledarja leta 1629 v skladu z zahodnimi standardi.
Ko je ustanovitelj dinastije Ming Hongvu naletel na mehanske naprave, shranjene v palači dinastije Juan v Kanbaliku (plesoče krogle na curkih vode v vodometih, mehaniziran tiger, naprave z zmajevo glavo,  ki so bruhale meglice parfuma, in mehanske ure) jih je povezal z dekadenco mongolskih vladarjev in jih ukazal uničiti.  Naprave je v celoti opisal direktor oddelka Ministrstva za dela Šjao Šun, ki je skrbno opisal tudi podrobnosti o arhitekturi in postavitvi palače dinastije Juan.  Evropski jezuiti, med njimi tudi Matteo Ricci in Nicolas Trigault, so kasneje na kratko omenili avtohtone kitajske ure s pogonskimi kolesi. Tako Ricci kot Trigault sta tudi poudarila, da so bili evropski urni mehanizmi iz 16. stoletja veliko naprednejši od običajnih naprav za merjenje časa na Kitajskem. Med kitajskimi mehanizmi sta omenila vodne ure in "druge instrumente z vrtljivimi kolesi". Kitajski zapisi opisujejo "peščeno uro s petimi kolesi", mehanizem, ki ga je uvedel Džan Šijuan (ustvarjal 1360–1380), ki je vključeval lopatico in nepremično številčnico.   Peščeno uro s kolesi je izboljšal Džov Šušue (ustvarjal 1530–1558), ki je dodal četrti veliki zobnik, spremenil prestavna razmerja in razširil odprtino za pretok peska, ker so se starejši modeli prepogosto mašili.
Kitajci so bili navdušeni nad evropsko tehnologijo, gostujoči Evropejci pa nad kitajsko. Leta 1584 je Abraham Ortelius (1527–1598) v svojem atlasu Theatrum Orbis Terrarum predstavil nenavadno kitajsko inovacijo namestitve jamborov in jader na vozove, podobno kot na ladje. Enciklopedist Song Jinšing (1587–1666) je v svoji enciklopediji Tjangong Kajvu iz leta 1637 dokumentiral široko paleto tehnologij ter metalurških in industrijskih procesov, mehanske in hidravlične naprave za poljedelstvo in namakanje, navtično tehnologijo, kot so vrste plovil in oprema za potapljanje z masko za lovce na bisere, postopke gojenja sviloprejke skozi celo leto in tkanje svile s statvami, taljenja v talilnem loncu in kaljenje,  praženje pirita in pridobivanje žvepla, ene od sestavin smodnika, pridobivanje železa iz železove oksidne rude in uporabo orožja s smodniškim polnjenjem, vžigalno vrvico in jeklenim kresilnim kolescem.. 
Agronom Šu Guangči (1562–1633) se je v svojem delu Nongdženg Čuanšu osredotočil na kmetijstvo, zlasti na namakanje, gnojenje, pomoč v obdobjih lakote, gospodarske in tekstilne izdelke ter empirično opazovanje elementov, ki so dali vpogled v zgodnje razumevanje kemije.
Na začetku dinastije Ming se je razvilo veliko novih orožij s smodnikom. Do sredine poznega obdobja Minga so Kitajci kljub temu začeli pogosto uporabljati topništvo in strelno orožje v evropskem slogu. Huolongdžing, razprava o orožju s smodnikom, ki sta jo napisala Džjao Ju in Lju Boven malo pred smrtjo slednjega 16. maja 1375, s predgovorom, ki ga je leta 1412 dodal Džjao, je vsebovala opise veliko vrst najsodobnejšega orožja s smodnikom tistega časa. Med to orožje so spadale votle, s smodnikom napolnjene eksplozivne topovske krogle, kopenske mine z zapletenin sprožilnim mehanizem padajočih uteži, zatičev in jeklenega kolesnega zaklepa za vžig vžigalnih vrvic, mornariške mine, nameščene na rakete s krilci, večstopenjske rakete, ki so jih poganjale pospeševalne rakete in nato vžgale roj manjših raket, in ročne topove z do desetimi cevmi. To sofisticirano orožje je omogočila ogromna železarska industrija s središčem v severni Kitajski, ki je proizvedla okoli 125.000 ton železa letno. Železo je bilo namenjeno predvsem vladi in oboroževanju.
Li Šidžen (1518–1593) je bil eden od najbolj priznanih farmakologov in zdravnikov v kitajski zgodovini. Njegov Bencao Gangmu je medicinsko besedilo s 1892 vnosi, od katerih ima vsak vnos svoje ime (gang) in sopomenke.  V besedilih iz 16. stoletja je podrobno opisano cepljenje, ki ga je mogoče zaslediti že v zgodnejši ljudski medicini. V času dinastije Ming je bilo objavljenih okrog petdeset besedil o zdravljenju črnih koz. Kitajci so leta 1498 prvi izumili moderno zobno ščetko s trdimi svinjskimi ščetinami.

## Prebivalstvo
Sinološki zgodovinarji razpravljajo o številu prebivalcev v posameznih obdobjih dinastije Ming.  Zgodovinar Timothy Brook ugotavlja, da so številke iz popisov  prebivalstva vprašljive, ker so zaradi davčnih obveznosti številne družine prijavile manjše število oseb v svojih gospodinjstvih, številni okrožni uradniki pa manjše število gospodinjstev v svojih okrožjih. Družine v celem cesarstvu so pogosto prijavljale manjše število otrok, zlasti deklic in celo odraslih žensk.  Prefektura Daming v Severnem Džiliju je leta 1502 poročala o 378.167 moških in samo 226.982 ženskah. Vlada je poskušala revidirati številke z uporabo ocen pričakovanega povprečnega števila ljudi v vsakem gospodinjstvu, vendar to ni rešilo problema davčne registracije. Del neravnovesja med spoloma je mogoče pripisati praksi detomorov deklic. Praksa detomorov je dobro dokumentirana in na Kitajskem stara več kot dva tisoč let. Sodobni avtorji so jo opisali kot "razprostranjeno" in da jo "izvaja skoraj vsaka družina". Dramatično izkrivljenega razmerja med spoloma, ki je do leta 1586 v mnogo okrajih preseglo 2:1, verjetno ni mogoče razložiti samo z detomori.
V popisu leta 1381 je bilo preštetih 59.873.305 ljudi. V popisu davčnega urada se je število leta 1391 zmanjšalo za približno 3 milijone ljudi. Poročanje o premajhnih številkah je bilo leta 1381 razglašeno za kaznivo dejanje, zato je potreba po preživetju mnoge prisilila, da so opustili davčno registracijo in odšli iz regij, kjer je cesar  Hongvu poskušal prebivalstvu vsiliti svoj zakon. Ho Pingti je v svojih Študijah o prebivalstvu Kitajske  za leto 1393 številko revidiral na 65 milijonov in hkrati ugotavljal, da v popis niso bila všteta velika območja severne Kitajske in obmejna območja. Brook navaja, da se je število prebivalcev  v uradnih popisih po letu 1393 gibalo med 51 in 62 milijoni, vendar je dejansko naraščalo. William Atwell navaja, da je imela Kitajska okoli leta 1400 morda 90 milijonov prebivalcev.
Zgodovinarji zdaj namige, ki bi pokazali realno rast prebivalstva, iščejo v lokalnih poročilih. Iz njih Brook ocenjuje, da je imelo celotno cesarstvo pod cesarjem Čenghuajem (vladal 1464–1487) približno 75 milijonov prebivalcev,, čeprav so se uradne številke gibale okoli  62 milijonov. Medtem ko so prefekture po cesarstvu sredi obdobja Ming poročale bodisi o upadu bodisi o stagnaciji števila prebivalcev, so lokalni uradi poročali o ogromnem številu prihajajočih potepuških delavcev, ki so zapustili svoje kmetije s premalo obdelovalne zemlje. Mnogi so postali potepuhi, prevaranti ali gozdni delavci, ki so s krčenjem gozdov povečevali kmetijska zemljišča. Cesarja Hongdži in Džengde sta zmanjšala kazni tistim, ki so pobegnili iz domače regije, medtem ko je cesar Džjandžing (vladal 1521–67) zahteval, da uradniki registrirajo vse odseljene ali pobegla migrante kot prisotne, da bi dobil več prihodkov.
Popisi prebivalstva v pozni dinastiji Ming  kljub Džjandžingovim zahtevam za dokumentiranje delavcev migrantov in trgovcev še vedno niso natančno odražali ogromne rasti prebivalstva. Lokalni opazovalci po celem cesarstvu so to opazili in naredili lastne ocene celotnega števila prebivalcev. Nekateri so ugibali, da se je od leta 1368 do konca dinastije število prebivalcev podvojilo, potrojilo ali celo popeterilo.  Fairbank ocenjuje, da je imelo cesarstvo v pozni dinastiji Ming morda 160 milijonov prebivalcev. Brook število ocenjuje na 175 milijonov in Ebrey na  200 milijonov. Velika epidemija, ki se je začela v provinci Šanši leta 1633, je opustošila gosto poseljena območja ob Velikem kanalu. V severnem Džedžjangu je po lokalnih poročilih tisto leto zbolela več kot polovica prebivalstva in da je na nekaterih območjih do leta 1642 umrlo 90 % lokalnega prebivalstva.

### Citirani viri
- Andrew, Anita N.; Rapp, John A. (2000), Autocracy and China's Rebel Founding Emperors: Comparing Chairman Mao and Ming Taizu, Lanham: Rowman & Littlefield, ISBN 978-0-8476-9580-5.
- Atwell, William S. (2002), »Time, Money, and the Weather: Ming China and the 'Great Depression' of the Mid-Fifteenth Century«, The Journal of Asian Studies, 61 (1): 83–113, doi:10.2307/2700190, JSTOR 2700190.
- ——— (2005). »Another Look at Silver Imports into China, ca. 1635–1644«. Journal of World History. 16 (4): 467–489. doi:10.1353/jwh.2006.0013. JSTOR 20079347. S2CID 162090282.
- Broadberry, Stephen (2014). »China, Europe and the Great Divergence: a Study in National Accounting, 980–1850« (PDF). Economic History Association. Arhivirano (PDF) iz spletišča dne 13. septembra 2014. Pridobljeno 15. avgusta 2020.
- Brook, Timothy (1998), The Confusions of Pleasure: Commerce and Culture in Ming China, Berkeley: University of California Press, ISBN 978-0-520-22154-3.
- Chang, Michael G. (2007), A Court on Horseback: Imperial Touring & the Construction of Qing Rule, 1680–1785, Cambridge: Harvard University Press, ISBN 978-0-674-02454-0.
- Chen, Gilbert (2. julij 2016). »Castration and Connection: Kinship Organization among Ming Eunuchs«. Ming Studies. 2016 (74): 27–47. doi:10.1080/0147037X.2016.1179552. S2CID 152169027.
- Crawford, Robert B. (1961). »Eunuch Power in the Ming Dynasty«. T'oung Pao. 49 (3): 115–148. doi:10.1163/156853262X00057. JSTOR 4527509.
- »Definition of Ming«. Random House Webster's Unabridged Dictionary.
- Dennerline, Jerry P. (1985). »The Southern Ming, 1644–1662. By Lynn A. Struve«. The Journal of Asian Studies. 44 (4): 824–825. doi:10.2307/2056469. JSTOR 2056469. S2CID 162510092.
- Dillon, Michael (1999). China's Muslim Hui community: migration, settlement and sects. Richmond: Curzon Press. ISBN 978-0-7007-1026-3. Pridobljeno 28. junija 2010.
- Ebrey, Patricia Buckley; Walthall, Anne; Palais, James B. (2006), East Asia: A Cultural, Social, and Political History, Boston: Houghton Mifflin Company, ISBN 978-0-618-13384-0.
- Ebrey, Patricia Buckley (1999), The Cambridge Illustrated History of China, Cambridge: Cambridge University Press, ISBN 978-0-521-66991-7.
- Elman, Benjamin A. (1991). »Political, Social, and Cultural Reproduction via Civil Service Examinations in Late Imperial China« (PDF). The Journal of Asian Studies. 50 (1): 7–28. doi:10.2307/2057472. JSTOR 2057472. OCLC 2057472. S2CID 154406547. Arhivirano (PDF) iz spletišča dne 10. oktobra 2022.
- ——— (2000). A Cultural History of Civil Examinations in Late Imperial China. University of California Press. ISBN 978-0-520-92147-4.
- Engelfriet, Peter M. (1998), Euclid in China: The Genesis of the First Translation of Euclid's Elements in 1607 & Its Reception Up to 1723, Leiden: Koninklijke Brill, ISBN 978-90-04-10944-5.
- Fairbank, John King; Goldman, Merle (2006), China: A New History (2nd izd.), Cambridge: Harvard University Press, ISBN 978-0-674-01828-0.
- Fan, C. Simon (2016). Culture, Institution, and Development in China: The economics of national character. Routledge. ISBN 978-1-317-24183-6.
- Farmer, Edward L., ur. (1995). Zhu Yuanzhang and Early Ming Legislation: The Reordering of Chinese Society Following the Era of Mongol Rule. Brill. ISBN 90-04-10391-0.
- Frank, Andre Gunder (1998). ReOrient: Global Economy in the Asian Age. Berkeley; London: University of California Press. ISBN 978-0-520-21129-2.
- Gascoigne, Bamber (2003), The Dynasties of China: A History, New York: Carroll & Graf, ISBN 978-0-7867-1219-9.
- Geiss, James (1988), »The Cheng-te reign, 1506–1521«,  v Mote, Frederick W.; Twitchett, Denis (ur.), The Cambridge History of China: Volume 7, The Ming Dynasty, 1368–1644, Part 1, Cambridge and New York: Cambridge University Press, str. 403–439, ISBN 978-0-521-24332-2.
- Goldstein, Melvyn C. (1997), The Snow Lion and the Dragon: China, Tibet and the Dalai Lama, Berkeley: University of California Press, ISBN 978-0-520-21951-9.
- Hargett, James M. (1985), »Some Preliminary Remarks on the Travel Records of the Song Dynasty (960–1279)«, Chinese Literature: Essays, Articles, Reviews, 7 (1/2): 67–93, doi:10.2307/495194, JSTOR 495194.
- Hartwell, Robert M. (1982), »Demographic, Political, and Social Transformations of China, 750–1550«, Harvard Journal of Asiatic Studies, 42 (2): 365–442, doi:10.2307/2718941, JSTOR 2718941.
- Herman, John E. (2007). Amid the Clouds and Mist: China's Colonization of Guizhou, 1200–1700 (illustrated izd.). Harvard University Asia Center. ISBN 978-0-674-02591-2.
- Ho, Ping-ti (1959), Studies on the Population of China: 1368–1953, Cambridge: Harvard University Press, ISBN 978-0-674-85245-7.
- ——— (1962). The Ladder of Success in Imperial China. New York: Columbia University Press. ISBN 978-0-231-89496-8.
- Hopkins, Donald R. (2002). The Greatest Killer: Smallpox in History. University of Chicago Press. ISBN 978-0-226-35168-1.
- Hucker, Charles O. (1958), »Governmental Organization of The Ming Dynasty«, Harvard Journal of Asiatic Studies, 21: 1–66, doi:10.2307/2718619, JSTOR 2718619.
- Jiang, Yonglin (2011). The Mandate of Heaven and The Great Ming Code. University of Washington Press. ISBN 978-0-295-80166-7.
- Kinney, Anne Behnke (1995). Chinese Views of Childhood. University of Hawai'i Press. ISBN 978-0-8248-1681-0. JSTOR j.ctt6wr0q3.
- Kolmaš, Josef (1967), Tibet and Imperial China: A Survey of Sino-Tibetan Relations Up to the End of the Manchu Dynasty in 1912: Occasional Paper 7, Canberra: The Australian National University, Centre of Oriental Studies.
- Kuttner, Fritz A. (1975), »Prince Chu Tsai-Yü's Life and Work: A Re-Evaluation of His Contribution to Equal Temperament Theory« (PDF), Ethnomusicology, 19 (2): 163–206, doi:10.2307/850355, JSTOR 850355, S2CID 160016226, arhivirano iz prvotnega spletišča (PDF) dne 26. februarja 2020.
- Langlois, John D. Jr. (1988), »The Hung-wu reign, 1368–1398«,  v Mote, Frederick W.; Twitchett, Denis (ur.), The Cambridge History of China: Volume 7, The Ming Dynasty, 1368–1644, Part 1, Cambridge and New York: Cambridge University Press, str. 107–181, ISBN 978-0-521-24332-2.
- Lane, Kris (30. julij 2019). »Potosí: the mountain of silver that was the first global city«. Aeon. Pridobljeno 4. avgusta 2019.
- Leslie, Donald D. (1998). »The Integration of Religious Minorities in China: The Case of Chinese Muslims« (PDF). www.islamicpopulation.com. The 59th George E. Morrison Lecture in Ethnology. Arhivirano iz prvotnega spletišča (PDF) dne 17. decembra 2010. Pridobljeno 26. marca 2021.
- Lipman, Jonathan N. (1998), Familiar Strangers: A History of Muslims in Northwest China, Seattle: University of Washington Press.
- Maddison, Angus (2006). Development Centre Studies The World Economy Volume 1: A Millennial Perspective and Volume 2: Historical Statistics. Paris: OECD Publishing. ISBN 978-92-64-02262-1.
- Manthorpe, Jonathan (2008). Forbidden Nation: A History of Taiwan. New York: St. Martin's Press. ISBN 978-0-230-61424-6.
- Naquin, Susan (2000). Peking: Temples and City Life, 1400–1900. Berkeley: University of California press. str. xxxiii. ISBN 978-0-520-21991-5.
- Needham, Joseph (1959), Science and Civilisation in China: Volume 3, Mathematics and the Sciences of the Heavens and the Earth, Cambridge University Press, Bibcode:1959scc3.book.....N.
- ——— (1965), Science and Civilisation in China: Volume 4, Physics and Physical Technology, Part 2, Mechanical Engineering, Cambridge University Press.
- ——— (1971), Science and Civilisation in China: Volume 4, Physics and Physical Technology, Part 3, Civil Engineering and Nautics, Cambridge University Press.
- ——— (1984), Science and Civilisation in China: Volume 6, Biology and Biological Technology, Part 2: Agriculture, Cambridge University Press.
- ——— (1987), Science and Civilisation in China: Volume 5, Chemistry and Chemical Technology, Part 7, Military Technology; the Gunpowder Epic, Cambridge University Press.
- Ness, John Philip (1998). The Southwestern Frontier During the Ming Dynasty (PhD thesis). University of Minnesota.
- Norbu, Dawa (2001), China's Tibet Policy, Richmond: Curzon, ISBN 978-0-7007-0474-3.
- Perdue, Peter C. (2000), »Culture, History, and Imperial Chinese Strategy: Legacies of the Qing Conquests«,  v van de Ven, Hans (ur.), Warfare in Chinese History, Leiden: Koninklijke Brill, str. 252–287, ISBN 978-90-04-11774-7.
- Peterson, Willard J. (1986). »Calendar Reform Prior to the Arrival of Missionaries at the Ming Court«. Ming Studies. 1986 (1): 45–61. doi:10.1179/014703786788764194.
- Plaks, Andrew. H (1987). »Chin P'ing Mei: Inversion of Self-cultivation«. The Four Masterworks of the Ming Novel: Ssu Ta Ch'i-shu. Princeton University Press: 55–182. JSTOR j.ctt17t75h5.
- Robinson, David M. (1995). »Notes on Eunuchs in Hebei During the Mid-Ming Period«. Ming Studies. 1995 (1): 1–16. doi:10.1179/014703795788763645.
- ——— (1999), »Politics, Force and Ethnicity in Ming China: Mongols and the Abortive Coup of 1461«, Harvard Journal of Asiatic Studies, 59 (1): 79–123, doi:10.2307/2652684, JSTOR 2652684.
- ——— (2000), »Banditry and the Subversion of State Authority in China: The Capital Region during the Middle Ming Period (1450–1525)«, Journal of Social History, 33 (3): 527–563, doi:10.1353/jsh.2000.0035, S2CID 144496554.
- ——— (2008), »The Ming court and the legacy of the Yuan Mongols« (PDF),  v Robinson, David M. (ur.), Culture, Courtiers, and Competition: The Ming Court (1368–1644), Harvard University Asia Center, str. 365–421, ISBN 978-0-674-02823-4, arhivirano iz prvotnega spletišča (PDF) dne 11. junija 2016, pridobljeno 3. maja 2016.
- ——— (2019). In the Shadow of the Mongol Empire: Ming China and Eurasia. Cambridge University Press. ISBN 978-1-10-868279-4.
- ——— (2020). Ming China and its Allies: Imperial Rule in Eurasia (illustrated izd.). Cambridge University Press. str. 8–9. ISBN 978-1-108-48922-5.
- Schafer, Edward H. (1956), »The Development of Bathing Customs in Ancient and Medieval China and the History of the Floriate Clear Palace«, Journal of the American Oriental Society, 76 (2): 57–82, doi:10.2307/595074, JSTOR 595074.
- Shepherd, John Robert (1993). Statecraft and Political Economy on the Taiwan Frontier, 1600–1800. Stanford University Press. ISBN 978-0-8047-2066-3.
- Shi, Zhiyu (2002). Negotiating ethnicity in China: citizenship as a response to the state. Routledge studies – China in transition. Zv. 13 (illustrated izd.). Psychology Press. ISBN 978-0-415-28372-4.
- So, Billy Kee Long (2012). The Economy of Lower Yangzi Delta in Late Imperial China: Connecting Money, Markets, and Institutions. Routledge. ISBN 978-0-415-50896-4.
- Song, Yingxing (1966), T'ien-Kung K'ai-Wu: Chinese Technology in the Seventeenth Century, translated with preface by E-Tu Zen Sun and Shiou-Chuan Sun, University Park: Pennsylvania State University Press.
- Spence, Jonathan D. (1999), The Search For Modern China (2nd izd.), New York: W.W. Norton, ISBN 978-0-393-97351-8.
- Sperling, Elliot (2003), »The 5th Karma-pa and some aspects of the relationship between Tibet and the Early Ming«,  v McKay, Alex (ur.), The History of Tibet: Volume 2, The Medieval Period: c. AD 850–1895, the Development of Buddhist Paramountcy, New York: Routledge, str. 473–482, ISBN 978-0-415-30843-4.
- Swope, Kenneth M. (2011). »6 To catch a tiger The Eupression of the Yang Yinglong Miao uprising (1578–1600) as a case study in Ming military and borderlands history«.  V Aung-Thwin, Michael Arthur; Hall, Kenneth R. (ur.). New Perspectives on the History and Historiography of Southeast Asia: Continuing Explorations. Routledge. ISBN 978-1-136-81964-3.
- Taagepera, Rein (september 1997). »Expansion and Contraction Patterns of Large Polities: Context for Russia«. International Studies Quarterly. 41 (3): 475–504. doi:10.1111/0020-8833.00053. JSTOR 2600793.{{navedi časopis}}:  Vzdrževanje CS1: samodejni prevod datuma (povezava)
- The Great Ming Code / Da Ming lu. University of Washington Press. 2012. ISBN 978-0-295-80400-2.
- Tsai, Shih-shan Henry (1996). The Eunuchs in the Ming Dynasty. Albany: SUNY Press. ISBN 978-0-7914-2687-6.
- ——— (2001). Perpetual Happiness: The Ming Emperor Yongle. Seattle: University of Washington Press. ISBN 978-0-295-80022-6.
- »Tsunami among world's worst disasters«. BBC News. 30. december 2004. Pridobljeno 26. marca 2021.
- Turchin, Peter; Adams, Jonathan M.; Hall, Thomas D (december 2006). »East-West Orientation of Historical Empires«. Journal of World-Systems Research. 12 (2). Pridobljeno 16. septembra 2016.{{navedi časopis}}:  Vzdrževanje CS1: samodejni prevod datuma (povezava)
- Wang, Gungwu (1998), »Ming Foreign Relations: Southeast Asia«,  v Twitchett, Denis; Mote, Frederick W. (ur.), The Cambridge History of China: Volume 8, The Ming Dynasty, 1368–1644, Part 2, Cambridge and New York: Cambridge University Press, str. 301–332, ISBN 978-0-521-24333-9.
- Wang, Jiawei; Nyima, Gyaincain (1997), The Historical Status of China's Tibet, Beijing: China Intercontinental Press, ISBN 978-7-80113-304-5.
- Wang, Yuan-kang (2011). »The Ming Dynasty (1368–1644)«. Harmony and War: Confucian Culture and Chinese Power Politics. Columbia University Press. doi:10.7312/wang15140. ISBN 978-0-231-15140-5. JSTOR 10.7312/wang15140.
- Wang, Richard G. (2012). The Ming Prince and Daoism: Institutional Patronage of an Elite. OUP. ISBN 978-0-19-976768-7.
- White, William Charles (1966), The Chinese Jews, Volume 1, New York: Paragon Book Reprint Corporation.
- »Who invented the toothbrush and when was it invented?«. The Library of Congress. 4. april 2007. Pridobljeno 18. avgusta 2008.
- Wills, John E. Jr. (1998), »Relations with Maritime Europe, 1514–1662«,  v Twitchett, Denis; Mote, Frederick W. (ur.), The Cambridge History of China: Volume 8, The Ming Dynasty, 1368–1644, Part 2, Cambridge and New York: Cambridge University Press, str. 333–375, ISBN 978-0-521-24333-9.
- Wong, H.C. (1963), »China's Opposition to Western Science during Late Ming and Early Ch'ing«, Isis, 54 (1): 29–49, doi:10.1086/349663, S2CID 144136313.
- Wylie, Turrell V. (2003), »Lama Tribute in the Ming Dynasty«,  v McKay, Alex (ur.), The History of Tibet: Volume 2, The Medieval Period: c. AD 850–1895, the Development of Buddhist Paramountcy, New York: Routledge, ISBN 978-0-415-30843-4.
- Xie, Xiaohui (2013). »5 From Woman's Fertility to Masculine Authority: The Story of the White Emperor Heavenly Kings in Western Hunan«.  V Faure, David; Ho, Ts'ui-p'ing (ur.). Chieftains into Ancestors: Imperial Expansion and Indigenous Society in Southwest China (illustrated izd.). UBC Press. ISBN 978-0-7748-2371-5.
- Xu, Xin (2003). The Jews of Kaifeng, China : history, culture, and religion. Jersey City, NJ: KTAV Publishing House. ISBN 978-0-88125-791-5.
- Yaniv, Zohara; Bachrach, Uriel (2005). Handbook of Medicinal Plants. Psychology Press. ISBN 978-1-56022-995-7.
- Yuan, Zheng (1994), »Local Government Schools in Sung China: A Reassessment«, History of Education Quarterly, 34 (2): 193–213, doi:10.2307/369121, JSTOR 369121, S2CID 144538656.
- Zhang Tingyu;  in sod. (1739). History of Ming  (v kitajščini) – prek Wikivir.
- Zhang, Wenxian (2008). »The Yellow Register Archives of Imperial Ming China«. Libraries & the Cultural Record. 43 (2): 148–175. doi:10.1353/lac.0.0016. JSTOR 25549473. S2CID 201773710.
- Zhang, Yuxin; Xiang, Hongjia (2002). Testimony of History. China: China Intercontinental Press. ISBN 978-7-80113-885-9.
- Zhou, Shao Quan (1990). »明代服饰探论« [On the Costumes of Ming Dynasty]. 史学月刊 (v kitajščini) (6): 34–40.

### Drugi viri in študije
- Farmer, Edward L. ed. Ming History: An Introductory Guide to Research (1994).
- Goodrich, Luther Carrington (1976). Dictionary of Ming Biography, 1368–1644. New York: Columbia University Press. ISBN 978-0-231-03833-1.
- The Ming History English Translation Project Arhivirano 2021-04-13 na Wayback Machine., A collaborative project that makes available translations (from Chinese to English) of portions of the 明史 Mingshi (Official History of the Ming Dynasty).
- Lynn Struve, The Ming-Qing conflict, 1619–1683: A historiography and source guide, Online Indiana University.
- Brook, Timothy. The Troubled Empire: China in the Yuan and Ming Dynasties (History of Imperial China) (Harvard UP, 2010). excerpt
- Chan, Hok-Lam (1988), »The Chien-wen, Yung-lo, Hung-shi, and Hsuan-te reigns, 1399–1435«,  v Mote, Frederick W.; Twitchett, Denis (ur.), The Cambridge History of China: Volume 7, The Ming Dynasty, 1368–1644, Part 1, Cambridge and New York: Cambridge University Press, str. 182–384, ISBN 978-0-521-24332-2.
- Dardess, John W. (1983), Confucianism and Autocracy: Professional Elites in the Founding of the Ming Dynasty, University of California Press, ISBN 978-0-520-04733-4.
- Dardess, John W. (1968), Background Factors in the Rise of the Ming Dynasty, Columbia University.
- Dardess, John W. (2012), Ming China, 1368–1644: A Concise History of a Resilient Empire, Rowman & Littlefield, ISBN 978-1-4422-0491-1.
- Dardess, John W. A Ming Society: T'ai-ho County, Kiangsi, in the Fourteenth to Seventeenth Centuries (U of California Press, 1996) online free
- Huang, Ray (1981), 1587, a Year of No Significance: The Ming Dynasty in Decline, New Haven: Yale UP, ISBN 978-0-300-02518-7.
- Mote, Frederick W. (1988), »The Ch'eng-hua and Hung-chih reigns, 1465–1505«,  v Mote, Frederick W.; Twitchett, Denis (ur.), The Cambridge History of China: Volume 7, The Ming Dynasty, 1368–1644, Part 1, Cambridge and New York: Cambridge UP, str. 343–402, ISBN 978-0-521-24332-2.
- Mote, Frederick W. (2003). Imperial China, 900–1800. Cambridge, Mass.: Harvard University Press. ISBN 978-0-674-01212-7.
- Owen, Stephen (1997), »The Yuan and Ming Dynasties«,  v Owen, Stephen (ur.), An Anthology of Chinese Literature: Beginnings to 1911, New York: W.W. Norton. pp. 723–743(). pp. 807–832().
- Swope, Kenneth M. "Manifesting Awe: Grand Strategy and Imperial Leadership in the Ming Dynasty." Journal of Military History 79.3 (2015). pp. 597–634.
- Wade, Geoff (2008), »Engaging the South: Ming China and Southeast Asia in the Fifteenth Century«, Journal of the Economic and Social History of the Orient, 51 (4): 578–638, doi:10.1163/156852008X354643, JSTOR 25165269.
- Waldron, Arthur (1990). The Great Wall of China: From History to Myth. Cambridge; New York: Cambridge University Press. ISBN 0-521-36518-X.